# Hornschuchia citriodora
Hornschuchia citriodora D.M.Johnson – gatunek rośliny z rodziny flaszowcowatych (Annonaceae Juss.). Występuje endemicznie w Brazylii – w stanach Bahia oraz Espírito Santo. 

## Morfologia
PokrójZimozielone drzewo dorastające do 3–5 m wysokości.
LiścieMają eliptyczny kształt. Mierzą 15–31 cm długości oraz 4–8 cm szerokości. Blaszka liściowa jest całobrzega o tępym wierzchołku.
KwiatySą pojedyncze, rozwijają się na szczytach pędów. Płatki mają białą barwę. Kwiaty mają 3 owocolistki.
OwocePojedyncze. Mają odwrotnie jajowaty kształt. Osiągają 30–45 mm długości.

## Biologia i ekologia
Rośnie w lasach, na terenach nizinnych.